# Trpimir I.

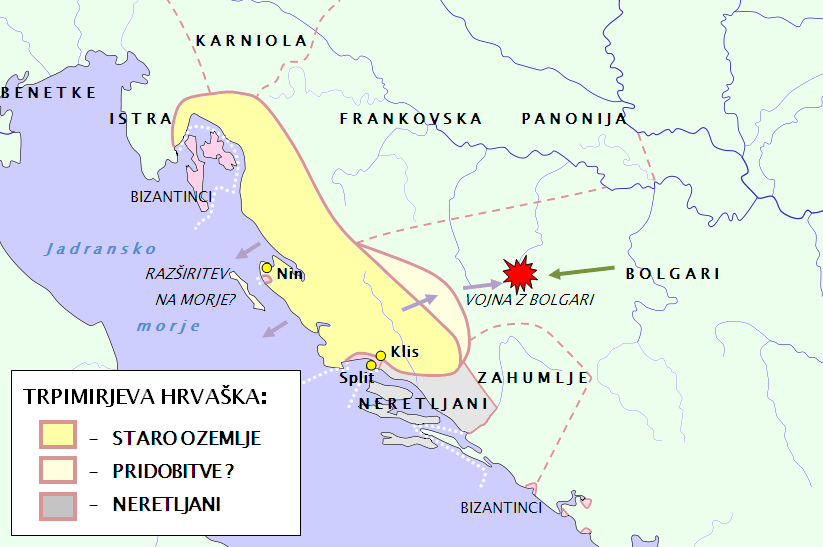
Trpimirs Herrschaftsbereich (gelb)

Trpimir I. (lateinisch Trepimirus; † 864) war ein slawischer Knes und herrschte von 845 bis zu seinem Tod 864 über das Herzogtum Kroatien, das sogenannte Dalmatinische Kroatien. Er war der Begründer der Trpimirović-Dynastie, die mit Unterbrechungen bis 1091 im mittelalterlichen Kroatien herrschte.

## Leben
845 wurde er Nachfolger des Fürsten Mislav. Zwar erkannte er die formale Oberhoheit der Franken an, so nutzte er doch den andauernden fränkisch-byzantinischen Konflikt, um seinen Herrschaftsbereich den beiden Großmächten weitestgehend zu entziehen und unabhängig zu herrschen.

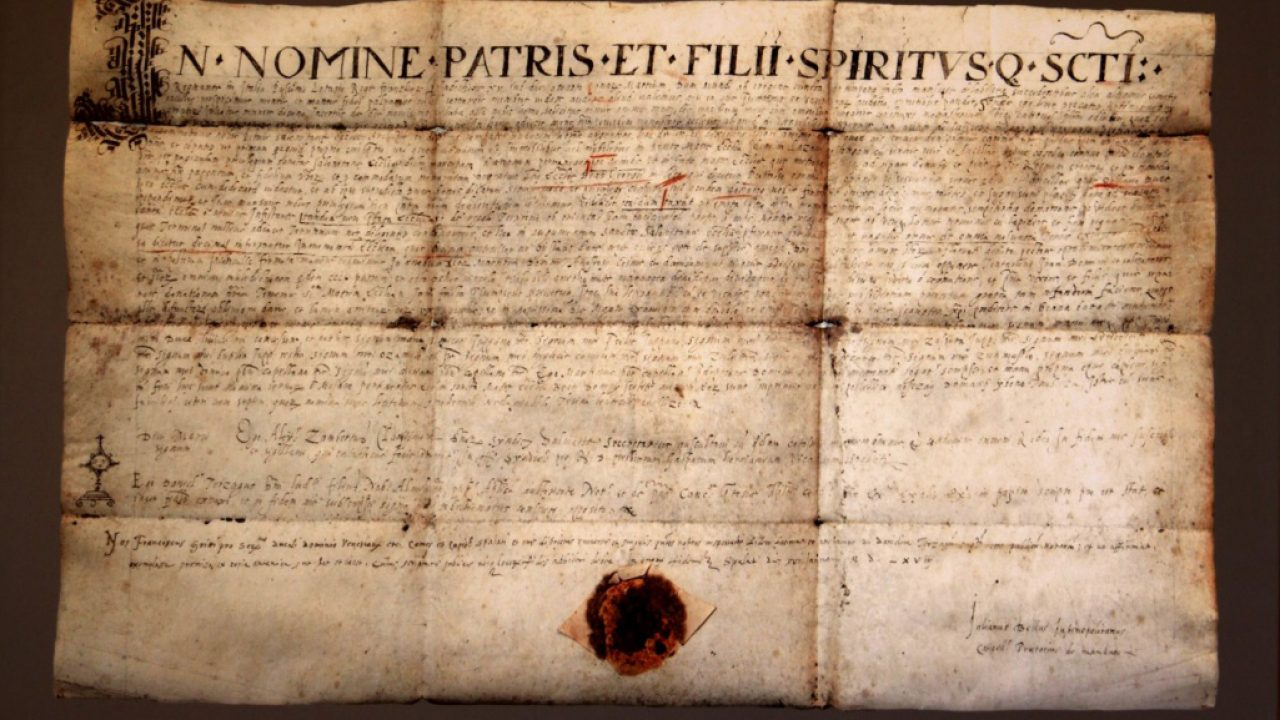
Schenkung von Trpimir I. an das Erzbistum Split (852)

Auch die beständigen Angriffe der Araber, die Byzanz und Venedig schwächten, nutzte er geschickt, um seinen Einfluss zu stärken. Nach Gottschalk von Orbais De Trina deitate führte Trpimir zwischen 846 und 848 erfolgreiche Kriege zu See und zu Lande gegen beide Mächte. Diesem berühmten Theologen gewährte er im selben Zeitraum Asyl an seinem Hof in Klis, als dieser der Häresie angeklagt aus dem Frankenreich fliehen musste. Diese Tat bezeugt Trpimirs Unabhängigkeit gegenüber den damaligen Großmächten.
Von 854 bis 860 wehrte er erfolgreich die Angriffe des bulgarischen Khans Boris I. ab.
Seine drei Söhne Petar, Zdeslav und Muncimir wurden vom Usurpatoren Domagoj ins Exil nach Konstantinopel gezwungen, doch konnte Zdeslav nach Domagojs Tod kurzzeitig (878–879) die Herrschaft mit Hilfe von Byzanz an sich reißen, so dass die Trpimirović-Dynastie noch bis 1091 in Kroatien herrschte.